# 鄉親寮
鄉親寮，原寫為鄉親藔，是臺灣南投縣中寮鄉的一個傳統地域名稱，也是全鄉行政中心所在地，位於該鄉中部、東部及東南部。相較於今日行政區，其範圍大致包括永平村、福盛村、和興村、八仙村最東端，以及水里鄉車埕村西北端。

## 歷史
台灣清治末期至日治初期，鄉親寮地區為一街庄，稱為「鄉親藔庄」，隸屬於南投堡。該庄北與龍眼林庄為鄰，東北邊及東邊北段與北山坑庄為鄰，東邊南段及東南邊與社仔庄為鄰，南邊為柴橋頭庄、後藔庄、八杞仙庄，西邊及西北邊為中藔庄。
1901年（日治明治三十四年）11月，全台廢縣廳改設二十廳，該庄隸屬於南投廳。1903年（明治三十六年）6月，該庄編入「八杞仙區」，隸屬於南投廳。1909年（明治四十二年）10月，合併二十廳為十二廳，八杞仙區仍隸屬於南投廳。1920年（大正九年），全台地方制度大改正，廢十二廳改設五州二廳，該庄改制並雅化為「鄉親寮」大字，隸屬於臺中州南投郡中寮庄。
戰後中寮庄改制為中寮鄉，隸屬於臺中縣，大字亦改制為村。1950年10月，中、彰、投分治，中寮鄉改隸屬南投縣。

## 聚落
本地區發展較早的聚落有鄉親藔、食蛇坑、新城、過溪城、頂城、哮貓等，在日治期初期的官方地圖上已有記載。此外，本地區尚有虎尾寮、永平社區、石城、三塊厝、大石頭、福山巷、肉油坑、水堀坪、竹子崙、粗坑、青潭、二尖、福山巷、麻竹巷、大湳頂、下仙洞坪、仙洞坪、頂仙洞坪、田寮、大坑、吃飯燕、炭寮、十四股、下九芎、下吃飯燕、上九芎等聚落。

## 交通
縣道139號（永平路、永安街、永平路）是彰化至鹿谷初鄉的道路，大致以西北西—東南東走向蜿蜒經過鄉親寮地區西部凸出部分。由該道路向西北西可前往南投、芬園與員林／大村／花壇交界地帶、花壇與彰化交界地帶、彰化市區並止於省道台1線路口；向東南東轉南南東再轉南南西再轉南可前往集集、鹿谷並止於縣道151號路口。
鄉道投17線（鄉林巷）是青仔宅至中寮的道路，其南側端點位於本地區西部凸出部分的縣道139號路口。由此向西北微北蜿蜒而行，出境後可前往中寮、龍眼林西部、分水寮東北角、坪頂、南埔並止於省道台14線路口。
鄉道投26線（永樂路）是鄉親寮至大坑的道路，其東北側端點位於本地區中部偏北炭寮聚落南側的平林溪炭寮一號橋。由此向西南沿溪谷蜿蜒而行，至田寮聚落附近轉南，至頂城聚落附近轉西南，過粗坑溪永樂橋後經反向W字形後轉西南西出境，可前往八杞仙並止於縣道139號路口。

## 學校
- 中寮國中
- 中寮國小
- 永樂國小
- 和興國小